# Palazzetto dello Sport
Het Palazzetto dello Sport is een arena gelegen aan Piazza Apollodoro in Rome, Italië. Het gebouw,  gerealiseerd in 1957, is gebouwd voor de Olympische Zomerspelen 1960.  De sportarena, met een capaciteit van 3500 bezoekers bij basketbalwedstrijden, was onder andere een van de locaties voor het basketbal tijdens de Olympische Spelen. Tegenwoordig vinden in het Palazzetto dello Sport ook volleybalwedstrijden plaats.
De basketbalclub Pallacanestro Virtus Roma had tot begin jaren-80 en heeft wederom vanaf 2011 zijn thuisbasis in dit stadion.

## Ontwerp
De architectuur is van de hand van architect Annibale Vitellozzi en de slanke gewapend betonnen constructie van de koepel is ontwikkeld door Pier Luigi Nervi onder leiding van de ingenieur Giacomo Maccagno. De koepel, met een diameter van 61 meter, is construeerd door middel van 1620 prefab betonnen stukken, bijeen gehouden door betonnen luchtbogen.  Door deze bouwmethode kon de koepel in 40 dagen gebouwd worden.